# Achali-Atoni-Grotte
Die Achali-Atoni-Grotte oder Nowy-Afon-Grotte, auch Nowoafonskaja, Anakopia- oder Iweria-Grotte (Abchasisch Афон Ҿыцтәи аҳаҧы,  georgisch ახალი ათონის მღვიმე und Russisch Новоафонская Пещера) ist eine Tropfsteinhöhle nahe Achali Atoni in Abchasien.

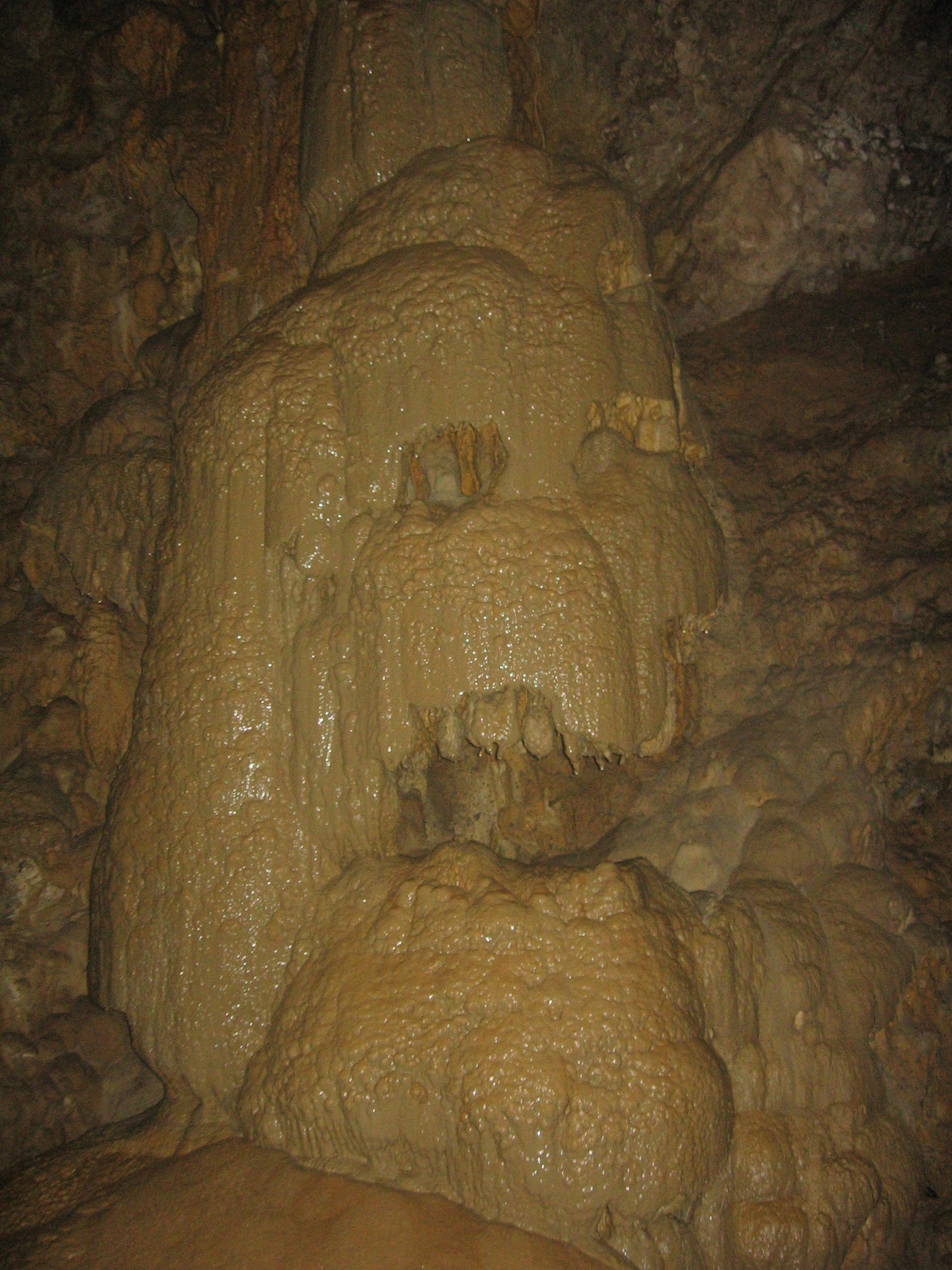

Der zentrale Höhlenteil beherbergt Hohlräume, die zu den größten natürlichen unterirdischen Hohlräumen der Welt gehören. Die Speläologen-Halle ist 260 m lang, 75 m breit und bis zu 50 m hoch; die Aspar-Halle ist sogar bis 75 m hoch. Die zahlreichen Stalaktiten und Stalagmiten in der Tropfsteinhöhle haben viele bizarre Formen hervorgebracht.
Der Höhle wurde erst 1961 vollständig entdeckt und wurde wegen ihrer Schönheit schon 1975 den Touristen freigegeben, nachdem man eine Art Untergrundbahn, die Novoafonskaya-Bahn, und zahlreiche Fußwege in der Höhle installiert hatte. Die Novoafonskaya-Bahn transportiert die Besucher in die sonst nur schwer zugängliche Höhle. Durch die Höhle selbst führen Fußwege, meist als Brücke gebaut. Jedes Jahr besuchen zahlreiche Touristen die Höhle, die zu den wichtigsten Sehenswürdigkeiten Abchasiens gehört.